# Roger Longrigg
Roger Erskine Longrigg, né le 1er mai 1929 à Édimbourg en Écosse et mort le 26 février 2000 à Farnham dans le Surrey en Angleterre, est un écrivain britannique utilisant plusieurs pseudonymes.

## Biographie
Après des études à Bryanston School et au Magdalen College, il est diplômé d'histoire moderne. Tout en travaillant dans une agence de publicité, il publie en 1956 son premier roman A High-Pitched Buzz. En 1959, il décide de se consacrer entièrement à l’écriture.
Roger Longrigg signe son œuvre de différents pseudonymes selon le genre littéraire. En 1962, il publie un roman érotique The Passion Flower Hotel signé Rosalind Erskine. La véritable identité de l’auteur ne fut révélée que quelques années plus tard par le Daily Express. Il signe Laura Black des romans historiques, Ivor Drummond des romans d'espionnage, Frank Parrish des romans policiers, Domini Taylor des comédies noires.
The Passion Flower Hotel est adapté en comédie musicale par Wolf Mankowitz (en), puis au cinéma sous le titre Deux heures de colle... pour un baiser (en) par André Farwagi avec Nastassja Kinski.
Dans une série signée Ivor Drummond, il crée les personnages de Lady Jennifer Norrington, du comte italien Alessandro di Ganzarello et du milliardaire américain Cleridge Tucker, trio d'aventuriers s’affrontant à des truands dans le monde entier.
Dans une autre série signée Frank Parrish, il crée le personnage du braconnier Dan Mallett. Le premier roman de cette série Des oiseaux et des flammes (Fire in the Barley) est sélectionné pour le Prix Edgar-Allan-Poe du meilleur premier roman en 1979. Dressant le portrait de Dan Mallett, Claude Mesplède le juge comme « un souffle nouveau et pur dans la collection ».
Mother Love, signé Domini Taylor et publié en 1984, est adapté en série télévisée en 1989 sous le titre Un amour qui tue (en) réalisée par Simon Langton.

## Œuvre

### Romans signés Roger Longrigg
- A High-Pitched Buzz, 1956
- Switchboard, 1957

### Roman signé Rosalind Erskine
- The Passion Flower Hotel, 1962

### Romans signés Ivor Drummond
- The Man with the Tiny Head, 1969
  - Bille en tête, Un mystère 3e série no 64, 1970
- The Priests of the Abomination, 1970
- The Frog in the Moonflower, 1972
- The Jaws of the Watchdog, 1973
- The Power of the Bug, 1974
- A Tank of Sacred Eels, 1976
- The Necklace of Skulls, 1977
- A Stench of Poppies, 1978
- 'The Diamonds of Loretta, 1980

### Série Dan Mallett signée Frank Parrish
- Fire in the Barley, 1977
  - Des oiseaux et des flammes, Super noire no 124, 1979
- Sting of the Honeybee, 1978
  - Sur un p’tit cheval gris, Super noire no 134, 1979
- Snare in the Dark, 1981
- Bait on the Hook, 1983
  - La Chasse aux furoncles, Série noire no 1931, 1983
- Death in the Rain, 1984
- Fly in the Cobweb, 1986
  - La Mouche et l'Araignée, Série noire no 2084, 1987
- Bird in the Net, 1988
- Voices From The Dark, 1993

### Romans signés Domini Taylor
- Mother Love, 1984
- Gemini, 1985
- Teacher's Pet, 1987
- Siege, 1990
- Praying Mantis, 1992
- Pig in the Middle, 1996

## Filmographie
- 1974 : Dial M for Murder, série télévisée britannique
- 1974 - 1975 : deux épisodes de la série télévisée Crown Court (en) réalisés par Oliver Horsbrugh (en) et Laurence Moody (en)
- 1977 : Four Against the Desert réalisé par Ivan Tors
- 1978 : Deux Heures de colle pour un baiser (Leidenschaftliche Blümchen), adaptation de The Passion Flower Hotel réalisée par André Farwagi
- 1988 : The Pursuit of Happiness (en) réalisé par Martha Ansara (en)
- 1989 : Un amour qui tue (en), mini série télévisée adaptation de Mother Love réalisée par Simon Langton

## Sources
- Claude Mesplède (dir.), Dictionnaire des littératures policières, vol. 2 : J - Z, Nantes, Joseph K, coll. « Temps noir », 2007, 1086 p. (ISBN 978-2-910686-45-1, OCLC 315873361), p. 285-286 (Dan Mallett) et  489-490 (Frank Parrish).
- Claude Mesplède, Les années "Série noire" bibliographie critique d'une collection policière, t. 4 : 1972-1982, Amiens, Encrage, coll. « Travaux » (no 25), 1995, 318 p. (ISBN 978-2-906389-63-2).
- Claude Mesplède, Les années "Série noire" bibliographie critique d'une collection policière, vol. 5 : 1982-1995, Amiens, Encrage, coll. « Travaux » (no 36), 2000.